# A-462
Carretera autonómica de la provincia de Sevilla que une Villaverde del Río (A-436) con Carmona (A-4), pasando por Brenes.
- Datos: Q5653352